# Mupparna (film, 2011)
Mupparna (originaltitel: The Muppets) är en amerikansk film som regisserades av James Bobin och gjordes 2011. Filmen är baserad på tv-serien Mupparna som sändes 1976-1980.

## Handling
Världens största muppet-fan Walter och hans vänner Gary (Jason Segel) och Mary (Amy Adams) är på semester i Los Angeles. De upptäcker att oljemiljonären Tex Richman (Chris Cooper) har en illvillig plan: att riva Mupparnas gamla teater och borra efter olja.
För att få ihop de pengar som krävs för att rädda teatern försöker nu de tre vännerna att återförena Mupparna, vilket inte visar sig vara så lätt. Fozzie uppträder nu på ett casino i Reno med ett band som kallar sig Moopets. Miss Piggy är en moderedaktör (för stora storlekar) på Vogue i Pars, Animal är inskriven på en klinik i Santa Barbara för att komma till rätta med sitt häftiga humör och Gonzo är en högt uppsatt rörmokarmagnat.

## Roller
- Peter Linz - Walter, Droop, Mutation, och Singing Food
- Jason Segel - Gary
- Amy Adams - Mary
- Steve Whitmire - Kermit, Beaker, Statler, Rizzo the Rat, Lips, Link Hogthrob, och The Muppet Newsman
- Chris Cooper - Tex Richman
- Rashida Jones - Veronica

## Utmärkelser
Bret McKenzie vann en Oscar under Oscarsgalan 2012 i kategorin Bästa sång för låten Man or Muppet.